# Pés Cansados
"Pés Cansados" é o single de estreia solo da cantora e compositora brasileira Sandy. A canção foi composta pela própria artista em parceria com o músico Lucas Lima e produzida por Lucas e Junior Lima. Foi lançada no dia 31 de março de 2010, servindo como carro-chefe do álbum de estreia da cantora, Manuscrito (2010). "Pés Cansados" é uma mistura de folk e pop; trata-se de um arranjo “minimalista”, como definiu a própria cantora: "Quando a letra diz muito, o arranjo tem que ser mais leve". "Pés Cansados" foi indicada ao MTV Video Music Brasil na categoria Hit do Ano e Melhor Clipe Pop, além de ter sido uma das faixas mais executadas nas rádios brasileiras em 2010.

## Lançamento
No dia 31 de março de 2010, uma rádio tocou a canção antes da data oficial de lançamento - 15 de abril. No mesmo dia, a música já estava na internet com qualidade baixa, o que fez com que Sandy a disponibilizasse em seu site oficial, com boa qualidade. "Pés Cansados" entrou para os "Trending Topics" (Mais comentados) do Brasil no Twitter e teve grande repercussão na mídia. No início de abril, a canção já estava sendo executada nas rádios.

## Videoclipe

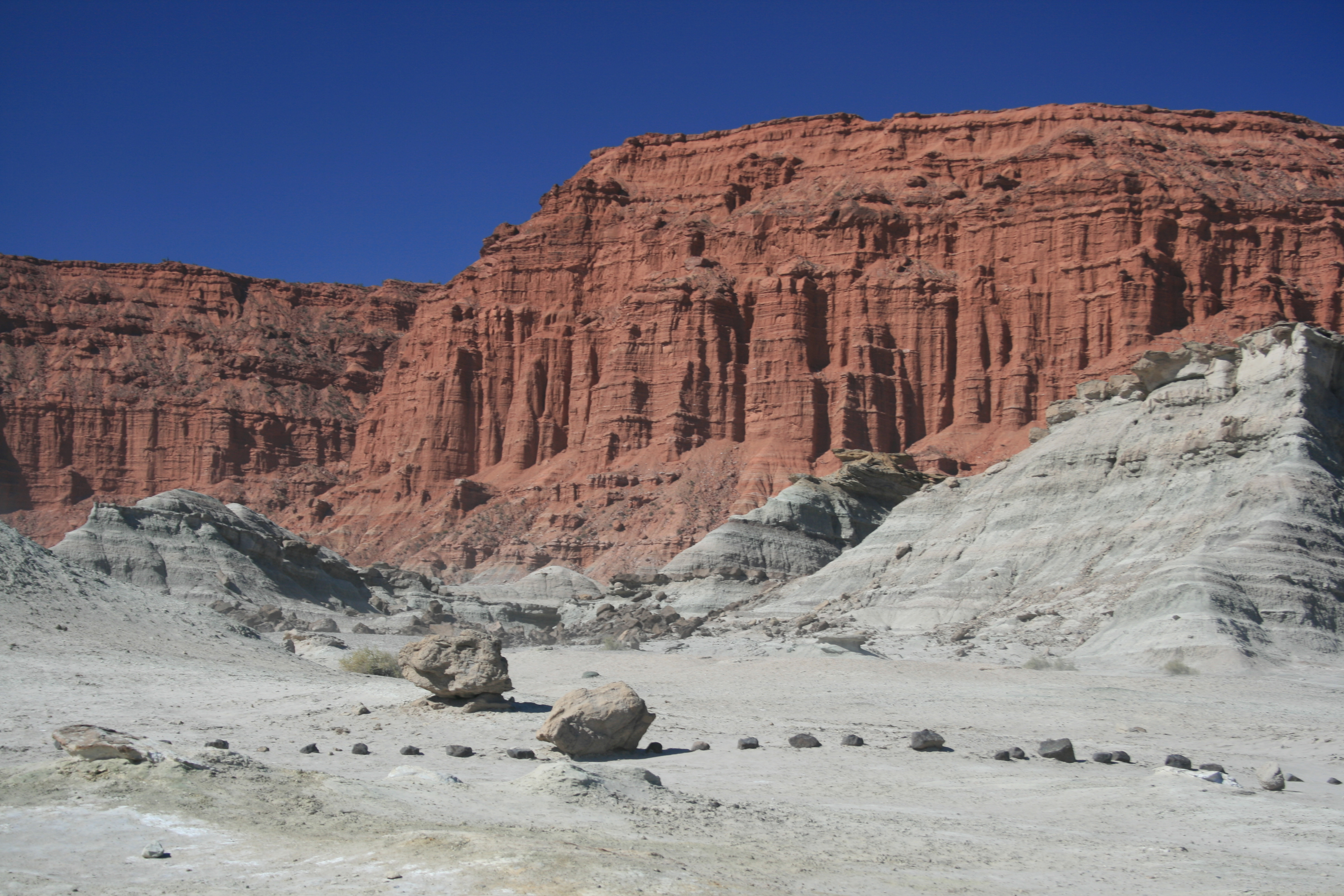
Vista do Valle de La Luna, cenário do videoclipe de "Pés Cansados".

A cantora foi até a província de San Juan, na Argentina, para gravar o primeiro videoclipe da carreira solo, “Pés Cansados”, sob direção de Oscar Rodrigues Alves.
As filmagens aconteceram no Parque Provincial Ischigualasto, mais conhecido como Valle de la Luna, a 330 quilômetros de Buenos Aires.
Em entrevista ao Universo Online, Sandy contou que a ideia do videoclipe foi do diretor Oscar Rodrigues Alves, e que ela acatou a sugestão: "Fiquei satisfeita. Acho que ele teve muita sensibilidade na captação de imagem, na edição, em escolher aquele lugar. O vídeo tem tudo a ver com a música e com o disco. É muito verdadeiro", contou a cantora.
Sandy relatou também que o videoclipe foi gravado sem qualquer infra-estrutura: "A gente fez com a câmera na mão, sem luz, nem trailer eu tinha para descansar ou para me maquiar. Foi sem estrutura mesmo".

## Desempenho nas tabelas musicais
| Paradas (2010)                                              | Melhor posição |
| ----------------------------------------------------------- | -------------- |
| Brasil — Hit Parade Brasil                                  | 3              |
| Brasil — Billboard Hot 100 Airplay                          | 7              |
| Brasil — Billboard Popular Hot Songs                        | 13             |
| Brasil — Billboard Brasil Regional Belo Horizonte Hot Songs | 9              |
| Brasil — Billboard Brasil Regional São Paulo Hot Songs      | 1              |
| México Hispano-América — Top 100                            | 22             |
| Portugal — Top 50 Nacional Português                        | 7              |

### Tabelas musicais de final de ano
| Tabelas (2010)                 | Posição |
| ------------------------------ | ------- |
| Brasil (Target: Pop 40 Brasil) | 25      |

## Prêmios e indicações

### MTV Video Music Brasil
| Ano  | Recipiente     | Categoria        | Resultado |
| ---- | -------------- | ---------------- | --------- |
| 2010 | "Pés Cansados" | Melhor Clipe Pop | Indicado  |
| 2010 | "Pés Cansados" | Hit do Ano       | Indicado  |